# RainCube

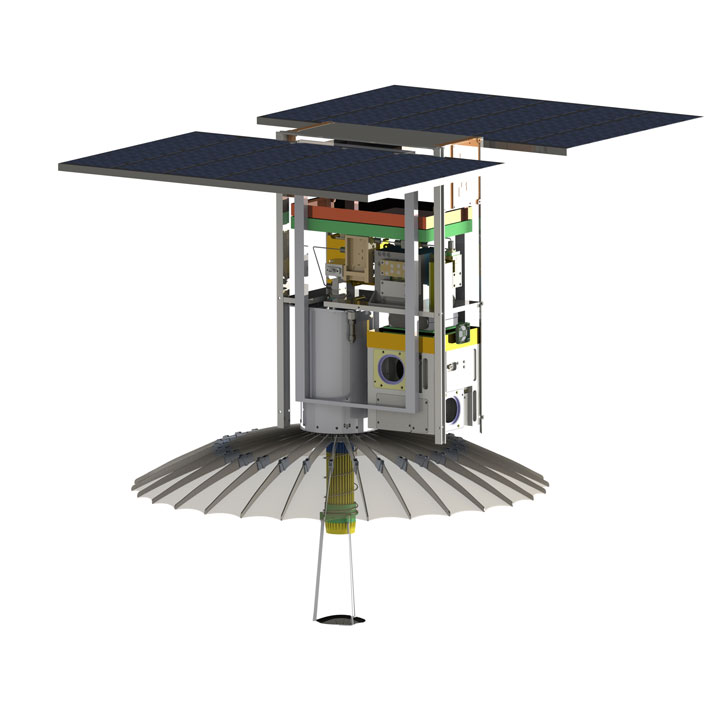
Schéma de RaInCube et son radar miniaturisé.

RainCube (Radar in a CubeSat)  est un nano-satellite de format CubeSat 6U (10 × 20 × 30 cm et 12 kg) développé par la NASA dont l'objectif est de tester l'utilisation d'un radar miniaturisé doté d'une antenne déployée en orbite fonctionnant en bande Ka. Ce démonstrateur, dont la mission primaire a une durée de 2 mois, a été mis en orbite en mai 2018 et déployé depuis la Station spatiale internationale en aout de la même année.

## Contexte
Plusieurs satellites dotés de radar permettant un suivi des précipitations ont été placés en orbite par l'agence spatiale américaine, la NASA, au cours des dernières années : le premier a été Tropical Rainfall Measuring Mission (1997) puis CloudSat (2006) et Global Precipitation Measurement (2014). Mes ces trois satellites circulant en orbite basse ne peuvent actualiser les données collectées sur une région donnée avec une fréquence assez rapprochées pour prendre en compte des phénomènes météorologiques qui se déroulent à une échelle de temps comprise entre quelques secondes et quelques heures. Ces satellites sont donc généralement incapables d'observer l'évolution à court terme des processus météorologiques, nécessaire  pour valider et améliorer les hypothèses et qualifier les modèles météorologiques. Par ailleurs l'état de l'art ne permet pas aujourd'hui de déployer des radars météorologiques en orbite géostationnaire  qui permettraient de rafraichir régulièrement l'ensemble des observations à fréquence rapprochée car cela nécessiterait des antennes de très grande taille. Une autre approche consisterait à déployer une constellation de satellites radar en orbite basse mais cela n'est envisageable d'un point de vue budgétaire que depuis les progrès de la miniaturisation des équipements et des instruments qui s'est traduit par le développement des micro et des nano-satellites dont les CubeSats. RainCube est un CubSat 6U (dimension au lancement 10 × 20 × 30 cm et 12 kg) destiné à valider le recours à un radar en bande Ka miniaturisé.
La mission est financée par la NASA dans le cadre du programme Research Opportunities in Space and Earth Science (ROSES) de la direction des missions scientifiques. La mission est proposée en réponse à l'appel à propositions In-Space Validation of Earth Science Technologies lancé en mai 2015 par l'agence spatiale dont l'objectif est de faire progresser le niveau de maturité (TRL) d'une technique spatiale d'un niveau 4-5 (validé en laboratoire) à 7 (validé à l'aide d'un prototype dans l'espace). RainCube est sélectionné avec les missions des CubesSats CubeRRT, CIRAS et CIRiS 6U. L'établissement de la NASA, le Jet Propulsion Laboratory (JPL), a mis au point le radar miniaturisé en réduisant d'un ordre de grandeur le nombre de composants. La société Tyvak (en) (Irvine, Californie) fournit la plateforme, assemble la charge utile avec celle-ci et assure la gestion en vol de la mission avec l'assistance du JPL pour la recette en vol du radar,.

## Objectifs
Les principaux objectifs de la mission RainCube sont : 
- Développer, lancer et mettre en œuvre le premier radar miniaturisé installé sur un CubeSat
- Valider dans l'espace l'utilisation des nouvelles technologies portant sur un radar  déterminant des profils de précipitations fonctionnant en bande Ka (35,75 GHz) avec les performances suivantes :
  - Sensibilité : 20 décibels Z
  - Résolution spatiale verticale : 250 mètres
  - Résolution spatiale horizontale : 10 km ou mieux
- Rendre possibles de futures missions de détermination des profils de précipitations utilisant une plateforme à bas cout rapide avec un temps de développement court.
- La technologie utilisée pour développer l'antenne parabolique fonctionnant en bande Ka combinée avec celle utilisé pour l'antenne de des CubeSats Mars Cube One pourrait permettre d'augmenter considérablement le débit des données transmises durant les missions interplanétaires se déroulant à grande distance de la Terre[4].

## Caractéristiques techniques
RainCube est un nano-satellite de format CubeSat 6U c'est-à-dire que ses dimensions, sa masse et plusieurs de ses caractéristiques sont imposées par ce standard. C'est un parallélépipède rectangle de 10 × 20 × 30 cm avant déploiement de ses appendices (panneaux solaires, antennes…). Pour remplir sa mission le satellite est stabilisé 3 axes à l'aide d'un système de contrôle d'attitude  comprenant deux viseurs d'étoiles, des capteurs solaires, une centrale à inertie et trois roues de réaction. Les roues de réaction sont désaturées à l'aide de magnéto-coupleurs. Le CubeSat dispose de 2 panneaux solaires, déployés en orbite et fixes qui fournissent environ 45 watts. L'énergie est stockée dans une batterie d'une capacité de 70 Wh capable de fournir l'énergie nécessaire pour faire fonctionner le radar durant 90 minutes. Le radar fonctionne durant une orbite entière puis durant les deux orbites suivantes le satellite est orienté de manière optimale par rapport à la direction du Soleil pour recharger les batteries. Les télécommunications sont assurées en bande UHF et en bande S pour les données. La transmission se fait via une antenne patch pour la bande S. Le débit maximum est de 50 kilobits/s. Le satellite embarque une petite caméra pour filmer le déploiement de l'antenne. La chaleur excédentaire est rayonnée par les faces les plus larges du CubeSat qui sont couvertes d'un revêtement en téflon et  font fonction de radiateur. Des résistances chauffantes sont également utilisées,.

## Le radar miniKaAR-C
La charge utile de RainCube est un radar miniKaAR-C développé par le JPL. Celui-ci comprend un boitier électronique miniKaAR-C (miniaturized Ka-band Atmospheric Radar for CubeSats) et une antenne parabolique déployée en orbite , KaRPDA (Ka-band Radar Parabolic Deployable Antenna). Les radars embarqués à bord de satellites jusque là représentent une masse, un encombrement et une consommation d'énergie incompatibles avec les capacités d'un micro-satellite a fortiori d'un CubeSat. Une nouvelle architecture a été développée par le Jet Propulsion Laboratory pour réduire le nombre de composants, la consommation électrique et la masse d'un ordre de grandeur. À cet effet, le JPL développe une technique de modulation (signaux décalés en phase et quadrature avec compression des impulsions) qui permet d'éviter les voltages élevés nécessitant des équipements massifs et gourmands en énergie. L'ensemble de l'instrument, antenne comprise, a une masse de 5,5 kg, consomme en pic 22 watts et génère 50 kilobits par seconde de données. L'antenne parabolique a un diamètre de 50 cm plus important que la plus grande dimension du CubeSat. Au lancement, elle est repliée dans une volume de 1,5 U. Elle est optimisée pour la fréquence du radar (35,75 GHz) et son gain est de 42,6 décibels. Elle est déployée en orbite,.

## Déroulement de la mission
RainCube  et 15 autres CubeSats constituent la charge utile secondaire ELaNa-23  (Educational Launch of Nanosatellites 23)  de la mission de ravitaillement de la Station spatiale internationale OA-9E. Ils sont embarqués à bord du cargo spatial Cygnus qui est lancé le 21 mai 2018 par une fusée Antares 230 décollant depuis la base de Wallops Island. Le satellite, après avoir été stocké quelques mois dans la station spatiale, est déployé depuis la station spatiale internationale le 13 juillet 2018 et se met à circuler sur une Orbite basse à une altitude de 400 km
avec une inclinaison orbitale de  51,6°. La mission primaire a une durée de 2 mois. Un premier test est effectué en aout avec des images de tempêtes sur le Mexique. Une deuxième série d'images est prise en septembre pour suivre les précipitations de l'ouragan Florence,.

## Galerie

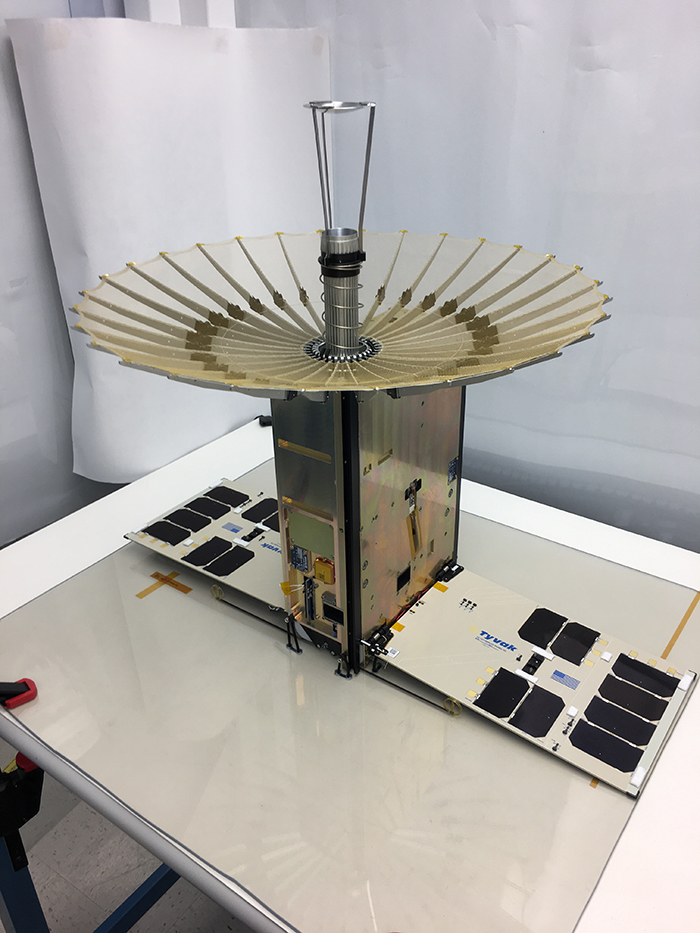
RainCune avec son antenne radar et ses panneaux solaires déployés.
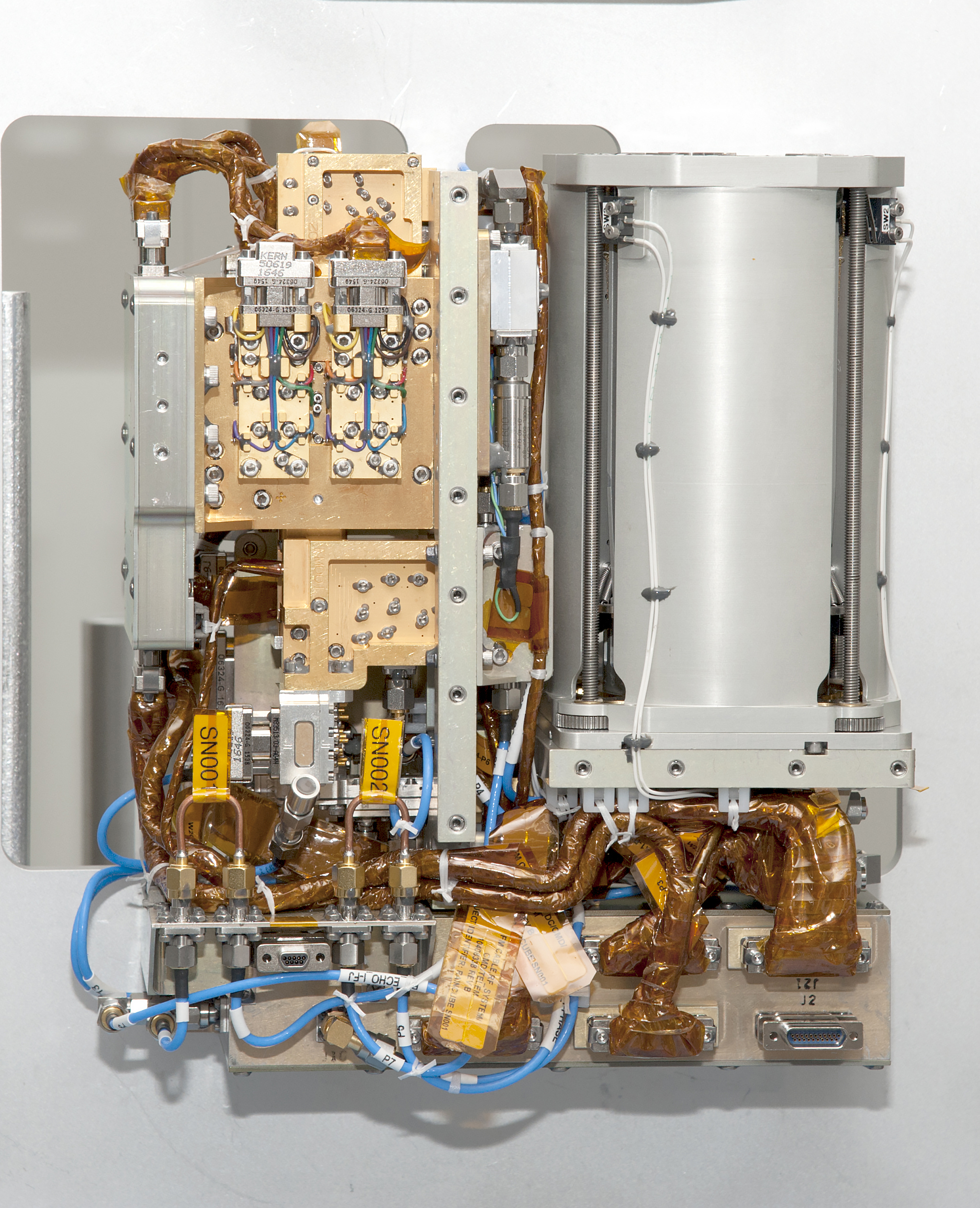
Le radar avec son antenne repliée dans son logement occupe 4,5 U.
Test de l'ouverture de l'antenne radar

### Documents de référence
- (en) Eva Peral, Travis Imken, Jonathan Sauder et al. « RainCube, a Ka-band Precipitation Radar in a 6U CubeSat » (aout 2017)  (lire en ligne) [PDF]
—31 st Annual AIAA/USU Conference on Small Satellites (lire en ligne)